# NGC 2027
NGC 2027 (другое обозначение — ESO 86-SC13) — рассеянное скопление в созвездии Золотой Рыбы, расположенное в Большом Магеллановом Облаке. Открыто Джеймсом Данлопом в 1826 году. Возраст скопления составляет 10—25 миллионов лет, в нём известно три Be-звезды.
Этот объект входит в число перечисленных в оригинальной редакции «Нового общего каталога».